# دی‌پی‌پی‌اچ
دی‌پی‌پی‌اچ (به انگلیسی: DPPH) با فرمول شیمیایی C18H12N5O6 یک ترکیب شیمیایی با شناسه پاب‌کم 74358 است. که جرم مولی آن 394.32 g/mol می‌باشد. شکل ظاهری این ترکیب، پودر سیاه است.